# Jan Vertonghen
Jan Bert Lieve Vertonghen (Sint-Niklaas, 24 de abril de 1987) é um ex futebolista belga que atuava como zagueiro ou lateral-esquerdo. 

## Carreira

### Início
Iniciou profissionalmente no Ajax desde as categorias de base. Foi emprestado na temporada 2006–07 ao RKC Waalwijk.

### Tottenham
Foi contratado pelo Tottenham no dia 12 de julho de 2012.
No dia 15 de dezembro de 2019, pela Premier League, marcou de cabeça contra o Wolverhampton e garantiu a vitória por 2–1.

## Seleção Belga
Vertonghen é presença constante na Seleção Belga desde 2007, e representou a Seleção nas Olimpíadas de 2008, na Eurocopa de 2016 e nas Copas do Mundo de 2014 e 2018.

## Títulos
Ajax
- Campeonato Neerlandês: 2010–11, 2011–12
- Copa dos Países Baixos: 2006–07, 2009–10

Benfica
- Primeira Liga: 2022–23

### Prêmios individuais
- Jogador revelação do ano do Ajax: 2007–08
- Jogador do ano do Ajax: 2011–12
- Futebolista Neerlandês do Ano: 2012
- Jogador do Mês da Premier League: Março de 2013
- Equipe do Ano PFA da Premier League: 2012–13, 2017–18[4]